# Holocryptis interrogationis
Holocryptis interrogationis là một loài bướm đêm trong họ Noctuidae.